# Shade (песня Silverchair)
«Shade» (рус. Тень) — песня австралийской рок-группы Silverchair с альбома Frogstomp, выпущенный в виде сингла 29 мая 1995 года лейблом Murmur. Это единственная песня, которая не вошла в сборник хитов группы The Best Of: Volume 1, выпущенный 13 ноября 2000 года.

## О песне
В текстовом плане «Shade» посвящена жестокому обращению. Текст песни призывает жертв жестокого обращения не «прятаться в тени», а обратиться к людям за помощью.

## Музыкальное видео
Клип на песню снял режиссёр Роберт Хэмблинг в студии NSN Studios в Ньюкасле, Австралия, 24 мая 1995 года.

## Отзывы критиков
В июне 2015 года обозреватель журнала Soundscape Колм Браун написал, что у песни «потрясающее звучание, которое чрезвычайно приятно слушать. Текст песни очень простой и короткий, но он кажется гораздо более проникновенным и, возможно, относится лично к группе».

## Список композиций
Australian CD single (MATTCD014)
1. «Shade»
2. «Madman (Vocal Mix)»
3. «Israel’s Son (Live)»

## Чарты
| Чарт (1996 г.)                     | Позиция в чарте |
| ---------------------------------- | --------------- |
| Австралия (ARIA)                   | 28              |
| Канада (RPM Top Singles)           | 29              |
| Новая Зеландия (Recorded Music NZ) | 47              |